# Bradysia acutimedialis
Bradysia acutimedialis är en tvåvingeart som först beskrevs av Franz Lengersdorf 1941.  Bradysia acutimedialis ingår i släktet Bradysia och familjen sorgmyggor.
Artens utbredningsområde är Peru. Inga underarter finns listade i Catalogue of Life.